# Renate Ackermann (Politikerin)

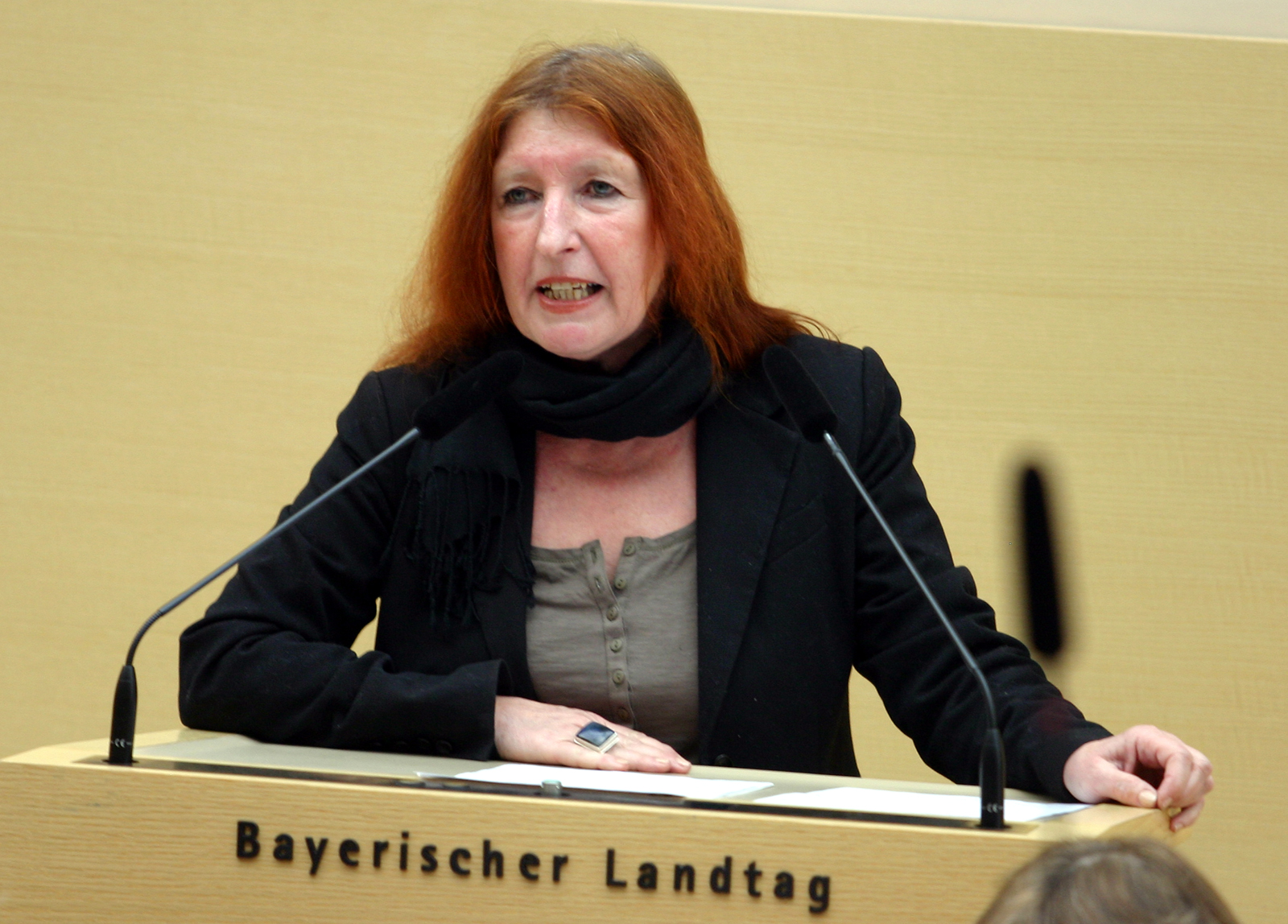
Renate Ackermann im Bayerischen Landtag (2012)

Renate Ackermann (* 26. April 1952 in Ansbach) ist eine ehemalige deutsche Politikerin (Mut, zuvor Bündnis 90/Die Grünen). Vom 6. Oktober 2003 bis zum 7. Oktober 2013 war sie Mitglied des Bayerischen Landtags.

## Leben
Nach ihrem Abitur 1971 nahm Ackermann ein Lehramtsstudium auf. Zwischen 1975 und 1977 war sie Lehramtsanwärterin. Wegen der Geburt ihrer fünf Kinder unterbrach sie ihre berufliche Karriere. Seit 1989 ist sie als Heilerziehungspflegerin tätig.
Ihre politische Laufbahn begann Ackermann zunächst im Stadtrat von Ansbach, dem sie von 1984 bis 1990 angehörte. Zwischen 1986 und 1990 war sie Bezirksrätin für Die Grünen in Mittelfranken.
Bei der Wahl zum 15. Bayerischen Landtag am 21. September 2003 zog Ackermann über die Liste von Bündnis 90/Die Grünen im Wahlkreis Mittelfranken in den Bayerischen Landtag ein und blieb bis 2013 im Parlament.
Im Dezember 2017 trat Ackermann nach 31 Jahren aus der Partei Bündnis 90/Die Grünen aus, da sie nach eigenen Angaben mit der regionalen und nationalen Politik der Grünen nicht mehr übereinstimmen kann. Insbesondere die Koalitionsverhandlungen zur Jamaika-Koalition, bei der nach Meinung Ackermanns die Grünen „fast zu jedem Kompromiss bereit gewesen waren“, hätten sie zu diesem Schritt veranlasst. Ackermann trat der 2017 gegründeten Kleinpartei Mut bei und kandidierte bei der Landtagswahl in Bayern 2018 für sie.